# John Wallis
John Wallis   (Ashford, 23 de novembre de 1616 (Julià) - Oxford, 28 d'octubre de 1703 (Julià)), va ser el matemàtic anglès més influent del segle xvii abans de Newton. Se'l coneix per les seves aportacions que conduirien al càlcul infinitesimal.

## Vida
Wallis era el fill gran de John Wallis, un graduat del Trinity College de Cambridge, que era pastor de la parròquia d'Ashford (Kent), al sud d'Anglaterra i personatge conegut i estimat dels seus parroquians. El seu pare va morir quan només tenia sis anys i va ser educat per la seva mare, Joanna Chapman, que el va fer dur a l'escola a Tenterden (Kent), a l'escola de Martin Holbeach a Felsted (Essex) i, finalment, a l'Emmanuel College de la Universitat de Cambridge. Aquestes escoles estaven fonamentalment dirigides als estudis humanístics (llatí, grec, literatura...) i l'Emmanuel College a la teologia (era conegut com el College purità de la Universitat); per tant, el contacte del jove Wallis amb les matemàtiques va ser escàs i, tal com reconeix ell mateix en la seva autobiografia, desordenat. Tot i així, en va sentir una forta inclinació i llegia llibres de matemàtiques en el seu temps lliure.
Es va graduar a Cambridge el 1637 i allà va continuar els seus estudis fins a obtenir el Master of Arts el 1640. Aquest mateix any, rep els ordes sacerdotals del bisbe de Winchester i és nomenat capellà de sir Richard Darley a Yorkshire. Entre 1642 i 1644, va ser capellà a Essex i a Londres. Durant la Guerra Civil anglesa (1642-1651), va ser fervent partidari dels parlamentaris en contra del reialistes, tot i que es va oposar a l'execució del rei Carles I.
El 1642, va aconseguir desxifrar un missatge dels reialistes, cosa que li va valdre l'amistat d'Oliver Cromwell i va fer paleses les seves habilitats matemàtiques, treballant en els anys successius com a criptògraf per al parlament britànic.
El 1644, és nomenat fellow del Queen's College de Cambridge, càrrec que només mantindrà un any, ja que el 14 de maig del 1645 es casa amb Susanna Glyde (els fellows dels colleges havien de ser solters).
El 1647, llegeix el Clavis Mathematicae d'Oughtred i se sent tan impactat que comença a estudiar matemàtiques de manera sistemàtica per si mateix, i redescobreix la solució de la cúbica de Cardano.
El 1649, és nomenat, sorprenentment, per Cromwell savilian professor de geometria a la Universitat d'Oxford. La universitat d'Oxford havia estat un bastió dels parlamentaris durant la Guerra Civil i els dos savilian professors (de geometria, Peter Turner, i d'astronomia, John Greaves, substituït per Seth Ward) havien estat destituïts dels seus càrrecs el 1648 per les seves tendències reialistes. El nomenament de Wallis era sorprenent perquè no era un reputat matemàtic i, a més, era un home de Cambridge, però havia estat al costat correcte durant la Guerra Civil.
Això no obstant, en restaurar-se la corona el 1660 amb Carles II, va mantenir la seva càtedra, gràcies, en part, a haver-se oposat a l'execució del rei en els anys 40. També cal dir que, malgrat la irregularitat del seu nomenament, va fer honor al càrrec (que va ocupar durant més de cinquanta anys), i es convertí en el matemàtic més prestigiós d'Anglaterra abans de l'aparició d'Isaac Newton. Carles II no sols el va confirmar en el seu càrrec a Oxford, sinó que el va nomenar capellà reial i membre de la comissió de reforma del llibre de pregàries.
També va generar molta controvèrsia el seu nomenament com a curator ('custodi') dels arxius de la universitat el 1657. Però, en aquest cas, també cal dir que el seu sistema de catalogació que va establir, va perdurar fins al 1930. El seu zel en la cura dels documents era quasi tant intens com la seva passió per les matemàtiques.
Va ser enterrat a l'església de Santa Maria de la Universitat d'Oxford i el seu epitafi, escrit pel seu fill, resa així:
Joannes Wallis, S.T.P., Geometriae Professor Savilianus, et Custos Archivarum Oxon. Hic dormit. Opera reliquit immortalia… (Aquí dorm John Wallis, doctor en teologia, Savilian Professor de geometria, i custodi dels Arxius d'Oxford. Ens va deixar obres immortals…)

## Obra
Totes les obres de Wallis van ser publicades (i probablement, escrites) durant el seu llarg període (54 anys) a la Universitat d'Oxford. Tot i que la seva importància rau en el camp de les matemàtiques, també va escriure obres en altres camps com la seva Grammatica Linguae Anglicanae (1653), que va ser una obra cabdal en l'anàlisi de l'estructura lingüística de l'anglès, algunes obres sobre fonologia i d'altres sobre teologia.

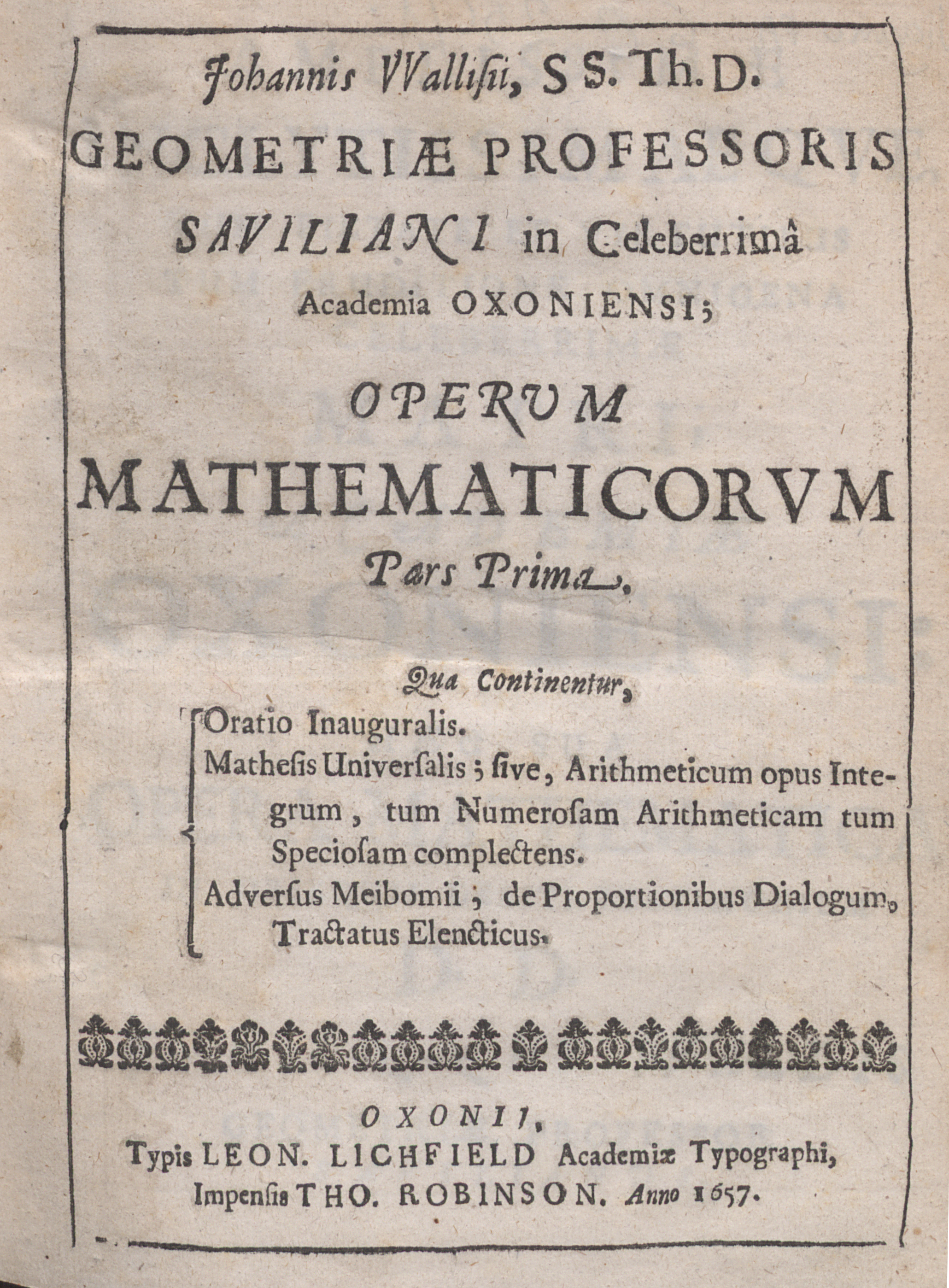
Operum mathematicorum, 1657

### Operum Mathematicorum, 1656-1657
L'Operum Mathematicorum és un compendi dels diversos treballs matemàtics de Wallis en els seus primers anys a Oxford. A més del seu discurs inaugural, conté altres llibres interessants que es relacionen tot seguit:

#### Mathesis Universalis
Mathesis universalis, seu opus arithmeticum és el text que serveix d'introducció del ja citat Operum Mathematicorum. Es tracta, doncs, d'un text elemental que presenta la disciplina, tant des del punt de vista històric, com temàtic. El més modern del text és el tractament de les notacions matemàtiques, subratllant els grans avantatges d'un simbolisme unificat i suggeridor.

#### Arithmetica Infinitorum

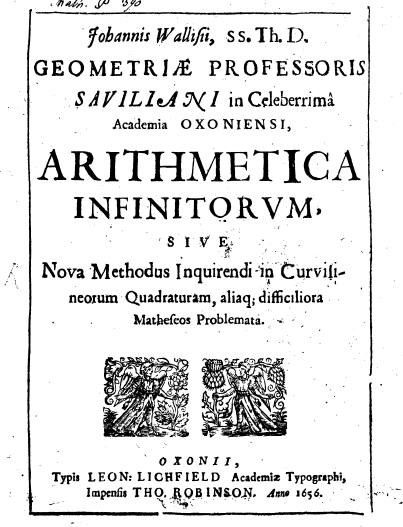
Portada de l'Arithmetica Infinitorum (1656)

El seu llibre més remarcable és l'Arithmetica Infinitorum (L'aritmética dels infinitesimals) (1656). El llibre va ser començat el 1651, poc de temps després d'arribar a Oxford, i acabat a començaments del 1655.
L'avenç fonamental de Wallis va ser convertir les idees geomètriques de la teoria dels indivisibles de Cavalieri i Torricelli en un problema aritmètic. Per determinar la superfície entre {\displaystyle x=0} i {\displaystyle x=x_{0}} sota la corba {\displaystyle y=x^{2}}, ho fa dient que aquesta àrea és una porció del rectangle total {\displaystyle y_{0}x_{0}}; a cada abscissa concreta, la porció sota la corba ve donada per la fracció {\displaystyle x^{2}/x_{0}^{2}}. Com que, d'aquestes abscisses, n'hi ha infinites, el que necessitava calcular era una fracció amb infinits sumands en el numerador i infinits sumands en el denominador: en termes moderns ho expressaríem així:
{\displaystyle \lim _{n\to \infty }{\frac {0^{2}+1^{2}+2^{2}+3^{2}+...+n^{2}}{n^{2}+n^{2}+n^{2}+n^{2}+...+n^{2}}}}
Per a calcular aquesta expressió, adopta el que ell anomena inducció (i que no és el mateix que el que avui anomenem inducció matemàtica) i tria els casos següents:
{\displaystyle {\frac {0+1}{1+1}}={\frac {1}{2}}={\frac {1}{3}}+{\frac {1}{6}}}. ... per a {\displaystyle n=1}
{\displaystyle {\frac {0+1+4}{4+4+4}}={\frac {5}{12}}={\frac {1}{3}}+{\frac {1}{12}}}. ... per a {\displaystyle n=2}
{\displaystyle {\frac {0+1+4+9}{9+9+9+9}}={\frac {14}{36}}={\frac {1}{3}}+{\frac {1}{18}}}. ... per a {\displaystyle n=3}
i, en general,
{\displaystyle {\frac {0^{2}+1^{2}+2^{2}+...+n^{2}}{n^{2}+n^{2}+n^{2}+...+n^{2}}}={\frac {1}{3}}+{\frac {1}{6n}}}. ... per a qualsevol {\displaystyle n}

Aproximacions successives a la superfície de la corba y=x²

Wallis conclou que si el nombre de termes és infinit, és a dir, si les línies abscisses omplen la superfície desitjada, la fracció serà exactament {\displaystyle 1/3}, ja que {\displaystyle 1/6n} serà zero. La qual cosa és un resultat exacte, però al qual Wallis arriba, i aquesta és la novetat, per procediments purament aritmètics, i no pas per procediments geomètrics, com havien fet els seus antecessors.
Wallis, però, no es detura aquí, sinó que calcula la mateixa ràtio per al cub i li dona {\displaystyle 1/4} i tornant a aplicar la inducció, conclou que:
{\displaystyle {\frac {0^{k}+1^{k}+2^{k}+...+n^{k}}{n^{k}+n^{k}+n^{k}+...+n^{k}}}={\frac {1}{k+1}}}
sempre que existeixen un infinit nombre de termes.
El següent pas de Wallis és generalitzar aquests resultats per a altres potències (negatives o fraccionàries) utilitzant l'analogia. Quan intenta calcular la superfície sota una circumferència (un quadrant), necessita sumar termes de la forma {\displaystyle (R^{2}+(ka)^{2})^{1/2}}, cosa que no pot fer sense el teorema general del binomi, demostrat per Newton anys més tard. Després de nombrosos intents, incloent-hi procediments d'interpolació, Wallis comença a tenir la sensació d'estar batallant amb un nombre que no és ni racional ni irracional (avui els diem transcendents) i és així com arriba a la seva coneguda fórmula del nombre π: 
{\displaystyle {\frac {4}{\pi }}={\frac {3^{2}\cdot 5^{2}\cdot 7^{2}\cdot 9^{2}\cdot 11^{2}...}{2\cdot 4^{2}\cdot 6^{2}\cdot 8^{2}\cdot 10^{2}...}}}

#### De sectionibus conicis
En el mateix volum que l'Arithmetica Infinitorum, es publica el De sectionibus conicis, en què tracta les corbes planes generades per les seccions còniques des del punt de vista de la geometria analítica, introduïda per Descartes anys abans, i no des del punt de vista sintètic tradicional.
És en aquest llibre en què s'introdueix per primera vegada el símbol {\displaystyle \infty } per a l'infinit.

### Tractatus duo de Cycloide(1659)
Com a resultat de la seva participació en la competició que va proposar Pascal el 1658 sobre la quadratura, curvatura i centre de gravetat de certes figures limitades per arcs de cicloides (i que va resultar deserta), Wallis va publicar el 1659 aquest llibre, en el qual reprèn els seus mètodes analítics. Tot i tractar-se d'una solució geomètrica i no pas aritmètica, en aquest llibre es reprodueix la solució donada per William Neile a la mesura de la longitud de la paràbola semicúbica.

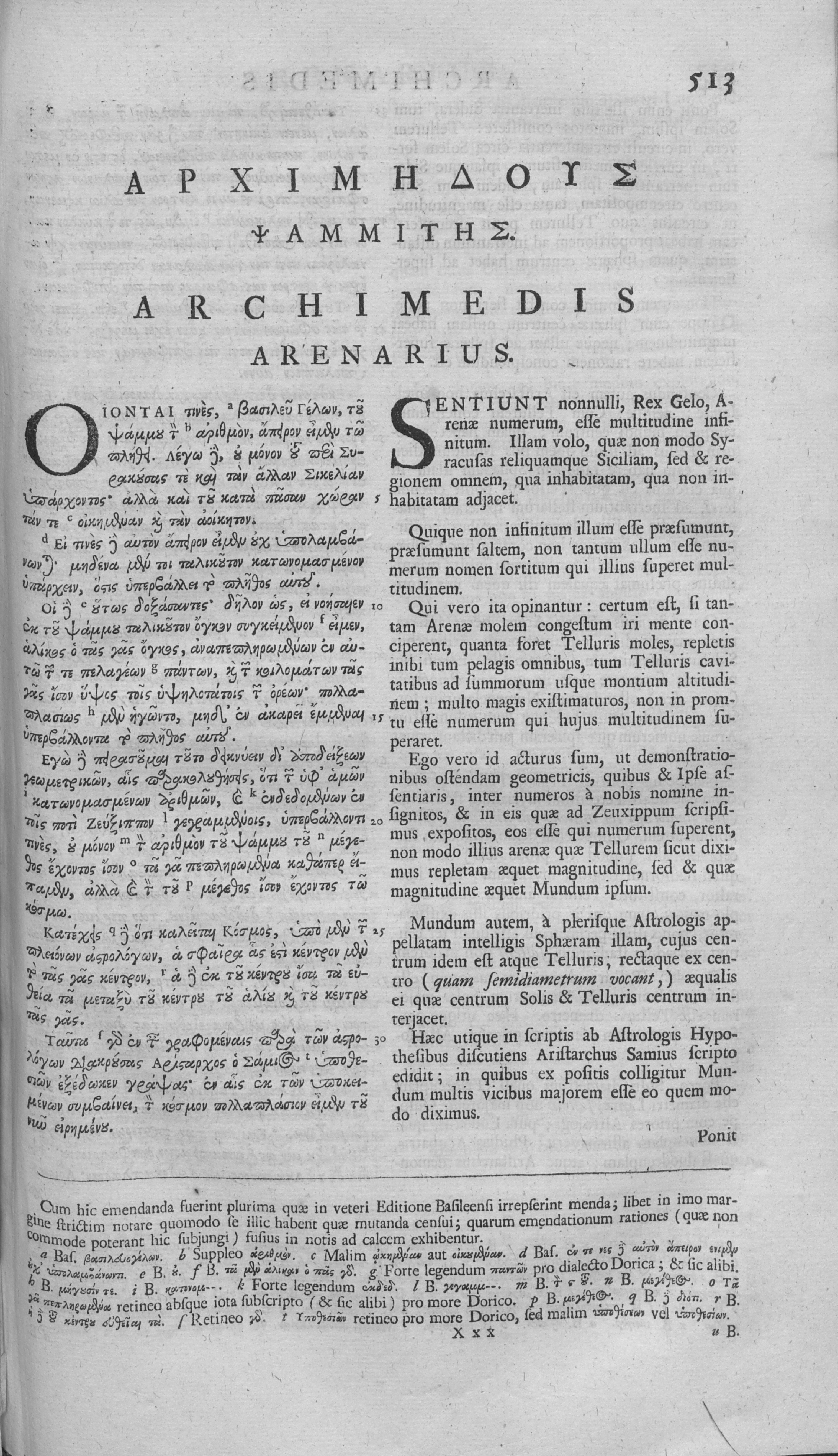
Opera Mathematica, 1699.

### Mechanica: Sive, De Motu(1670)
La primera part tracta de les diverses formes de moviment, tractades de manera estrictament geomètrica (euclidiana) i, en particular, tracta de la caiguda lliure com una de les formes de moviment. En el capítol final, parla de la balança i introdueix la idea de moment, que serà central en els càlculs de centres de gravetat de la part següent.
En la segona part, estudia els centres de gravetat de les figures i està conduïda de manera analítica com en els seus treballs anteriors des del 1650.

### Treatise of Algebra, Both Historical and Practical(1685)
És l'única obra de l'autor publicada en anglès i es tracta d'una aproximació a l'àlgebra des del punt de vista històric, cosa no feta abans per cap altre autor. La seva exposició temàtica està quasi totalment basada en el Clavis Mathematicae de William Oughtred i en l'Artis Analyticae Praxis de Thomas Harriot.

### Opera Mathematica(1693-1699)
Al final de la seva vida, va publicar aquests tres volums, en els quals s'inclouen les obres ja abans citades, així com altres materials publicats al llarg de la seva vida.
Un dels articles interessants inclosos en aquest llibre és un intent de demostració del cinquè postulat d'Euclides, basat en una antiga demostració de Nassir-ad-Din at-Tussí (segle xiii), que havia estat traduïda per l'orientalista d'Oxford Edward Pococke. Wallis, com Nàssir-ad-Din (a qui anomena Nassarradinus), no cau en el compte que en la seva demostració utilitza, sense esmentar-ho, un altre postulat que és equivalent al de les paral·leles: existeix un triangle de mida arbitràriament gran.